# 大海神社

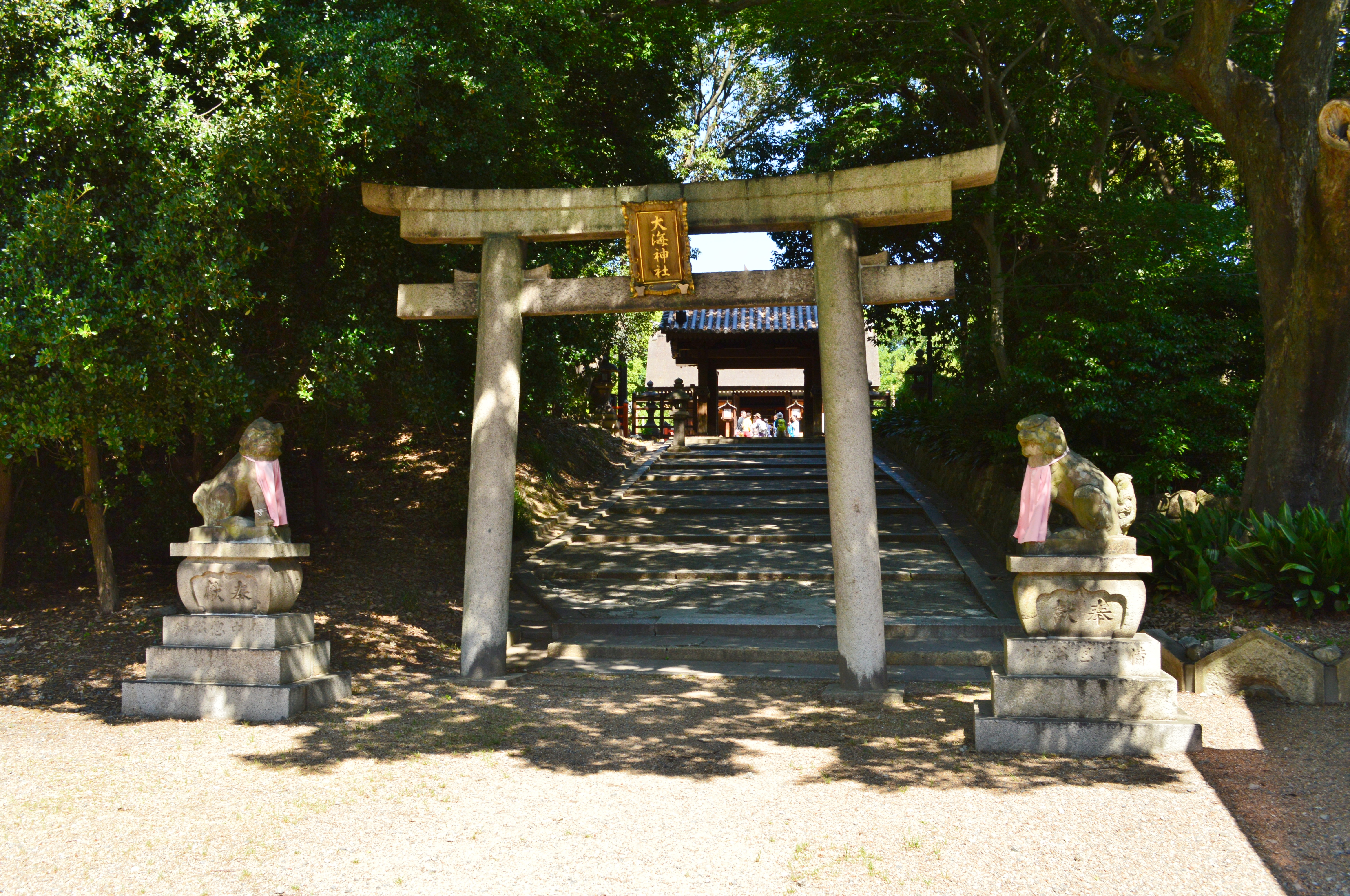
鳥居

大海神社（だいかいじんじゃ）は、大阪府大阪市住吉区住吉にある神社。式内社で、現在は住吉大社の境内摂社。

## 祭神
現在の祭神は次の2柱。
- 豊玉彦命（とよたまひこのみこと）
- 豊玉姫命（とよたまひめのみこと）

延長5年（927年）成立の『延喜式』神名帳における祭神の記載は2座。同帳では「元名津守安人神」と注記されるが、『特選神名牒』や『神名帳考証』ではこの「津守安人神」を「津守氏人神」と校訂し、以来当社を住吉大社奉斎氏族の津守氏（津守連のち津守宿禰）の氏神と解釈する説が知られる。ただし『新撰姓氏録』では津守宿禰は尾張宿禰と同祖で火明命（天火明命）の後裔であるとされており、阿曇氏の祖先神たる海神（綿津見神/豊玉彦）とは相違する。また『住吉大社神代記』において「津守安必登神 二前 号海神」と見える神を当社に比定して、『延喜式』神名帳の記載も文字通り「津守安人神」ととる説もある。この説では、「安人神」・「安必登神」は「現人神」あるいは筑前那珂川の住吉三神総本宮『現人神社』（筑前の住吉神社の元宮）の意味と解釈される。いずれにしても津守氏との関係は深く、『住吉松葉大記』では手搓足尼（田裳見宿禰、津守氏祖）の嫡子が大領氏として大海神社の奉仕にあたったとする。
現在の祭神は上記の2柱であるが、『住吉松葉大記』ではそのうち豊玉姫命を相殿神とする。また異説として、『神名帳考証』では大綿津見命・玉依姫命の2柱とし、『神祇志料』では塩土老翁・豊玉姫命・彦火々出見尊の3柱とする。

## 歴史
『新抄格勅符抄』大同元年（806年）牒では、当時の「住吉垂水神」には神戸として22戸が充てられており、そのうち2戸は天平宝字3年（759年）12月29日符で摂津国から、1戸は天平神護元年（765年）9月7日符で備中国から充てられたと見えるが、この「住吉垂水神」を大海神社に比定する説がある（別説では吹田市の垂水神社に比定）。また『延喜式』臨時祭の東宮八十島祭条に見える「海神二座」、『日本紀略』天暦2年（948年）7月5日条に見える「住吉海神」を当社に比定して、住吉神とともに八十島祭に預かったとする説もある。
延長5年（927年）成立の『延喜式』神名帳では、摂津国住吉郡に「大海神社二座 小 元名津守安人神」と記載され、2座が式内社に列している。
その後も住吉大社の摂社として推移し、かつては住吉大社本宮の式年造営に際して当社社殿も建て替えられたという。

## 境内

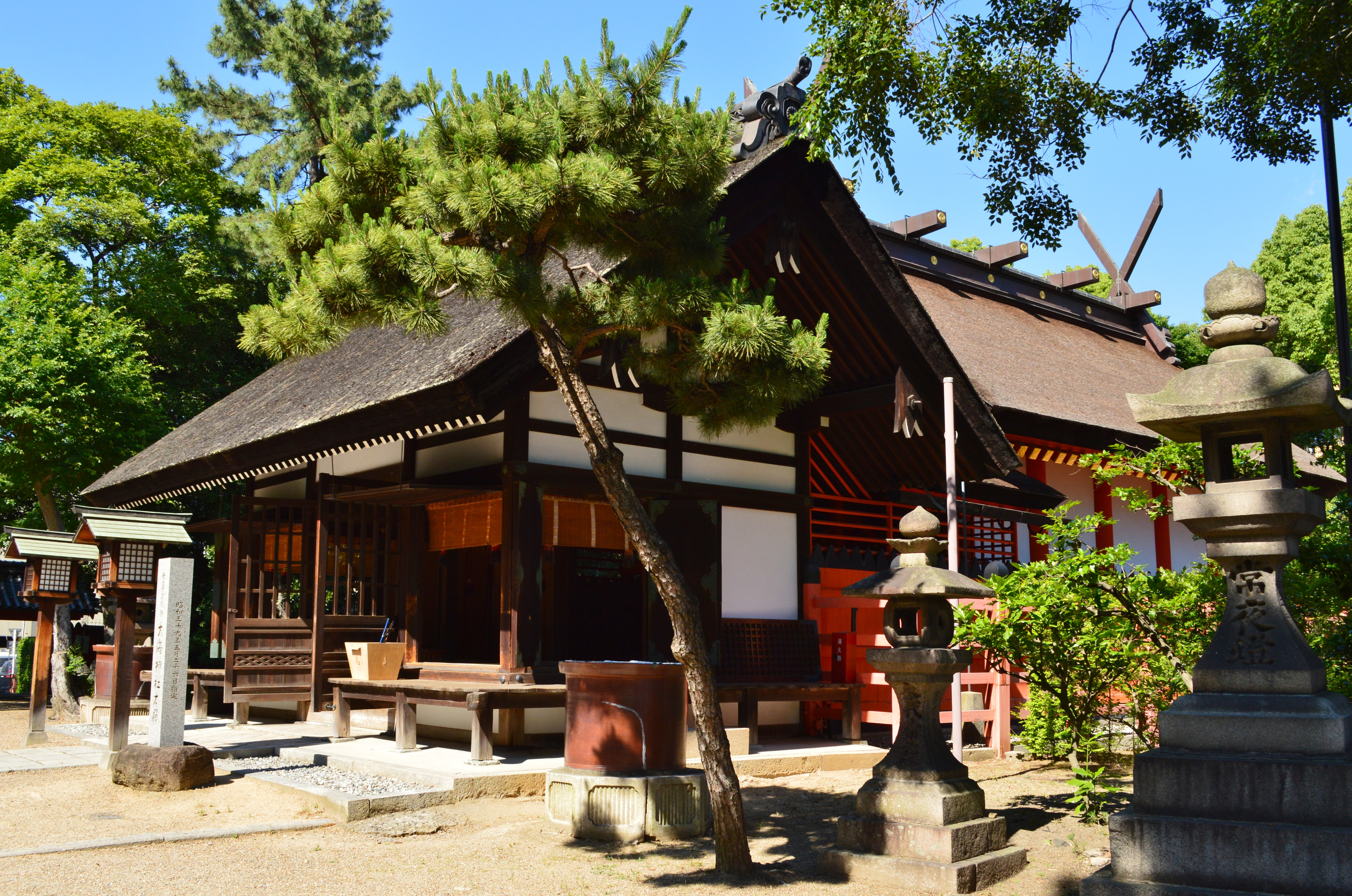
社殿左に幣殿、右奥に本殿。本殿・幣殿の間には渡殿が建つ。

社殿は住吉大社境内の北寄りに位置する。本殿は、江戸時代中期の宝永5年（1708年）の造営である。住吉大社本宮本殿（文化7年（1810年）造営、国宝）と同様の住吉造であるが本宮本殿よりも古く、また本宮本殿と同様に海の方向に西面する。屋根は檜皮葺。国の重要文化財に指定されている。
本殿前には渡殿（わたりでん）、次いで幣殿が建てられており、いずれも本殿と同様に江戸時代中期の宝永5年（1708年）の造営である。渡殿は桁行二間・梁間一間の両下造で、屋根は檜皮葺。また幣殿は割拝殿形式で、桁行三間、梁間二間の切妻造で、屋根は檜皮葺。本宮に比べると簡素な作りになる。渡殿・幣殿は合わせて1棟として国の重要文化財に指定されている。
幣殿前の境内入り口に建てられている西門は、江戸時代前期の造営である。切妻造の四脚門で、屋根は本瓦葺。国の重要文化財に指定されている。西門の外は崖状の地形であり、かつては海が広がったとされる。また社殿西南には「高拝殿」もあったというが、現在は失われている。
以上のほか、社前には「玉の井」と称される井戸があるが、ここは山幸彦が海神から授かった潮満珠を沈めた処と伝える。なお、付近には同じく住吉大社境内摂社の志賀神社が鎮座する。

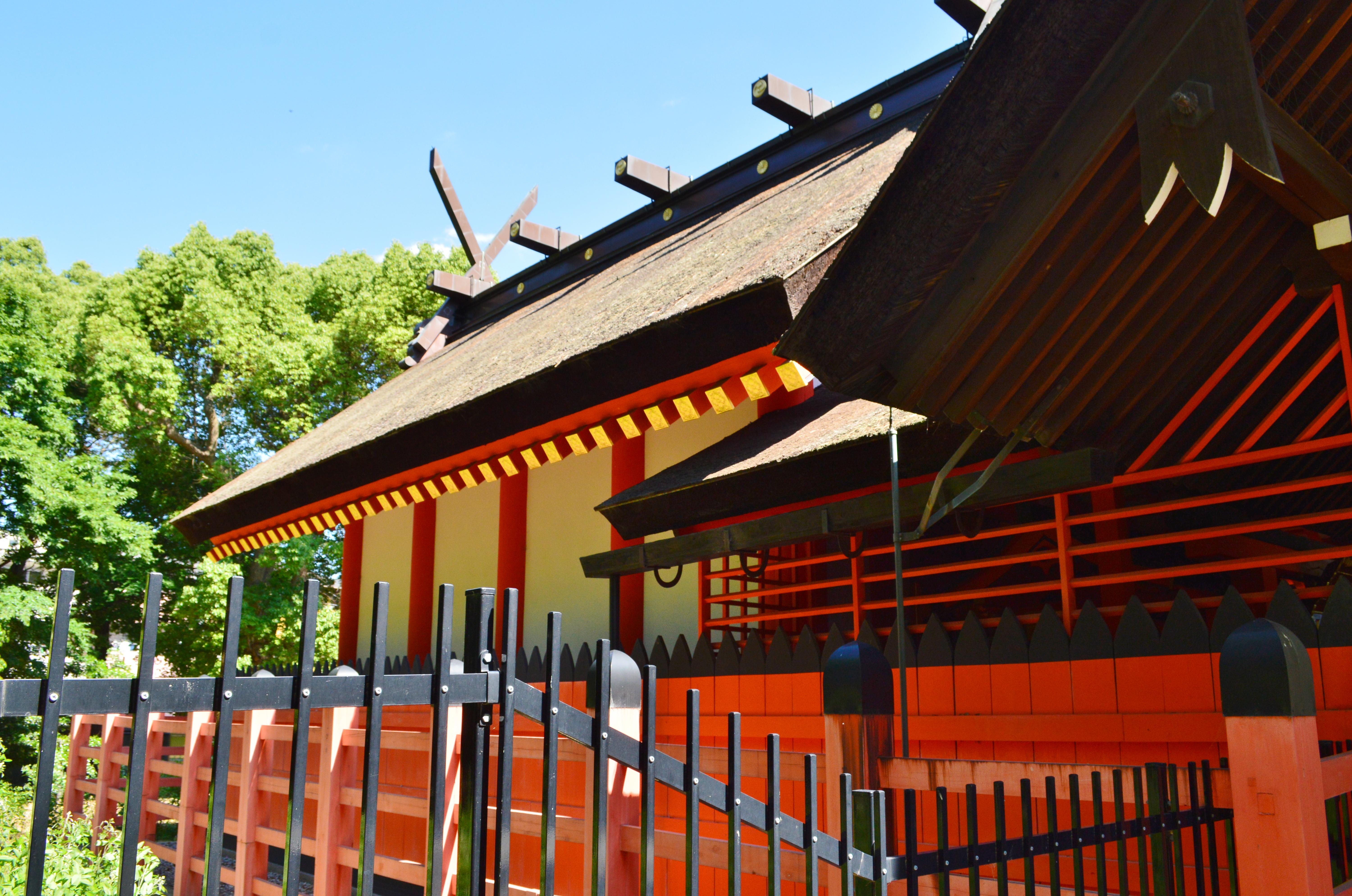
本殿（国の重要文化財）
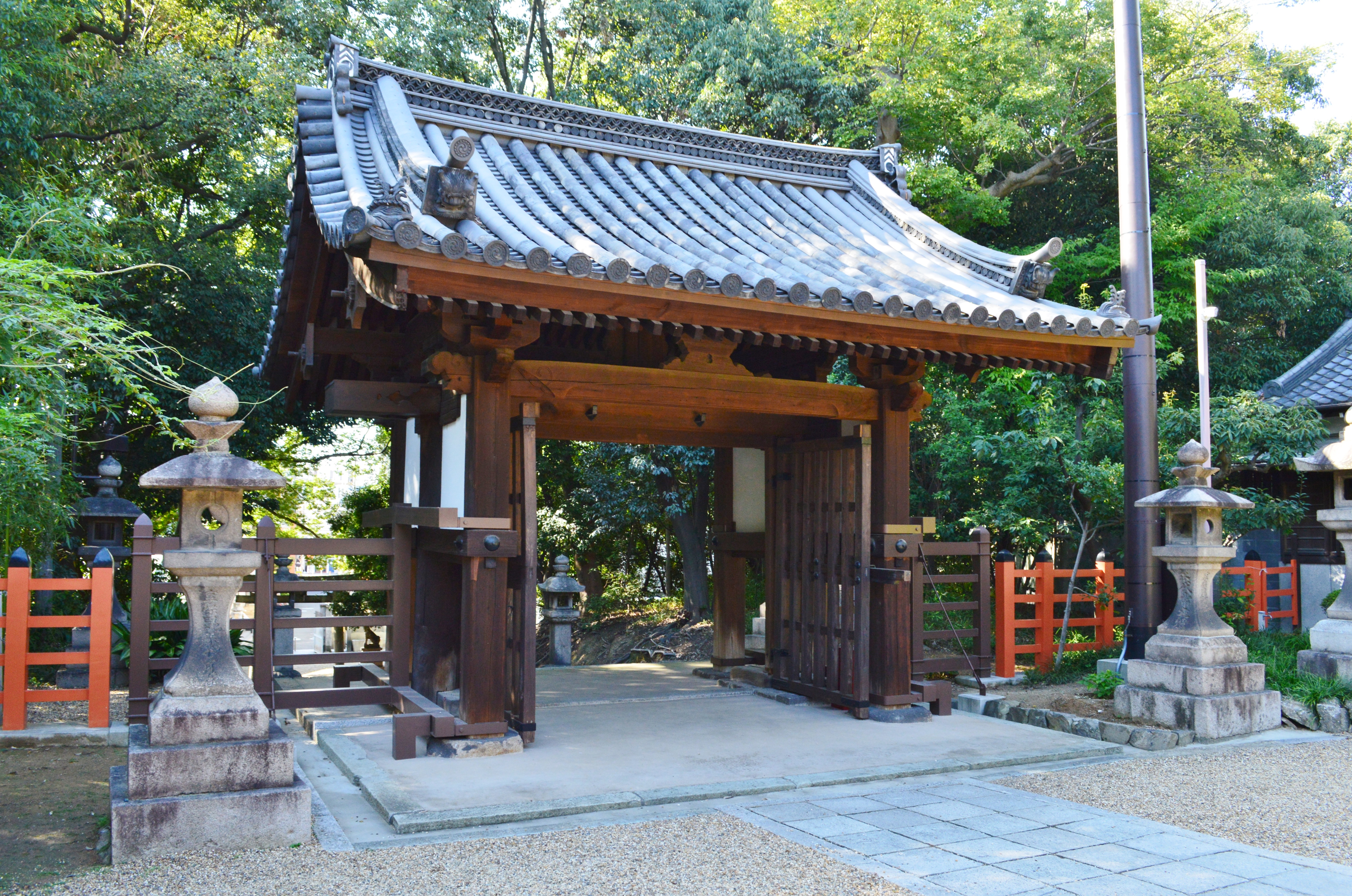
西門（国の重要文化財）
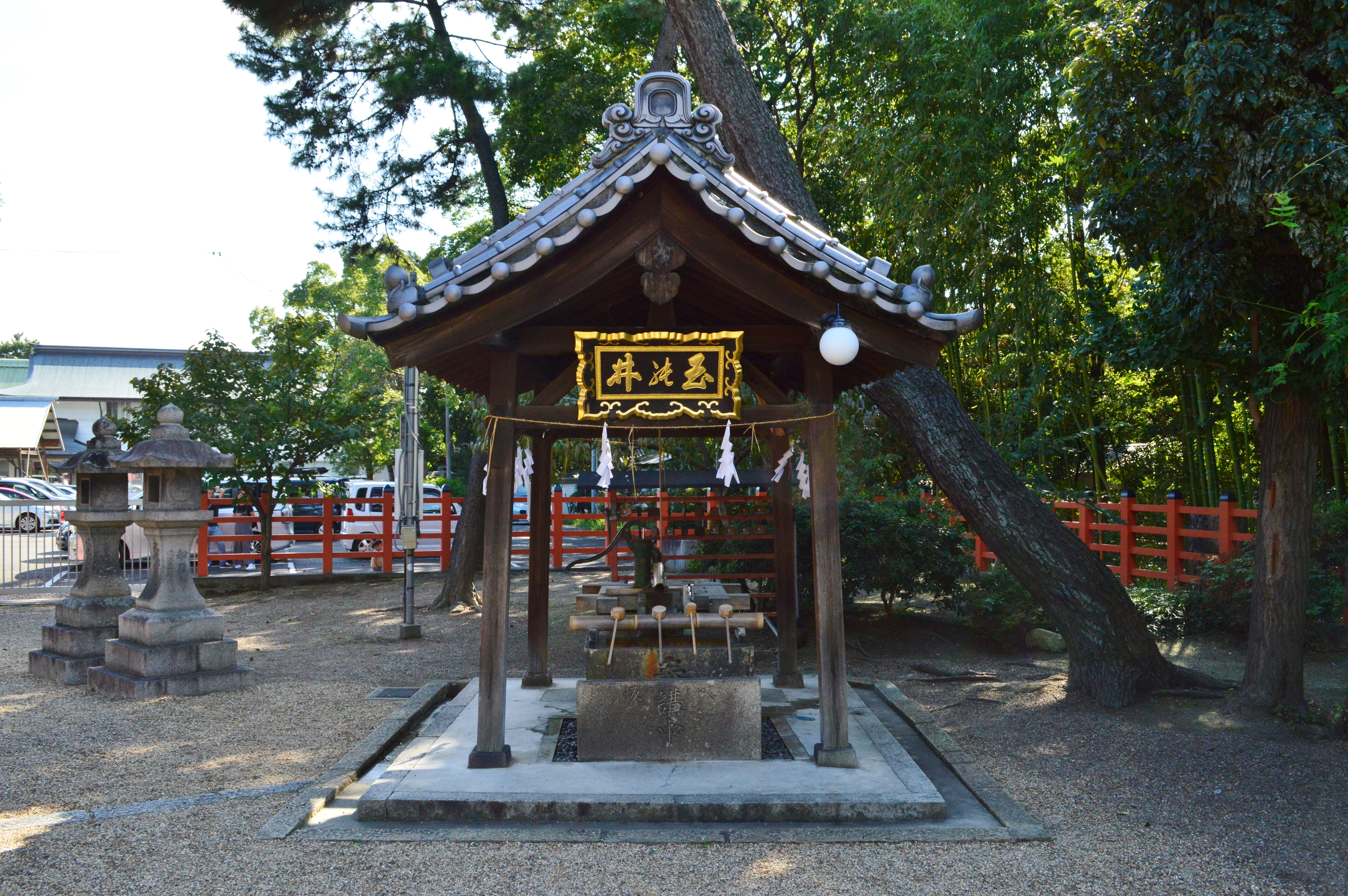
玉の井

## 文化財

### 重要文化財（国指定）
- 本殿（附 瑞垣及び門）（建造物）
江戸時代中期、宝永5年（1708年）の造営。昭和39年（1964年）5月26日指定[9]。
- 重要文化財「住吉大社 13棟」のうち次の2棟（建造物）
  - 幣殿及び渡殿
江戸時代中期、宝永5年（1708年）の造営。平成22年（2010年）12月24日指定[10]。
  - 西門
江戸時代前期の造営。平成22年（2010年）12月24日指定[11]。